# Selenocosmia fuliginea
Selenocosmia fuliginea är en spindelart som först beskrevs av Tamerlan Thorell 1895. Selenocosmia fuliginea ingår i släktet Selenocosmia och familjen fågelspindlar.
Artens utbredningsområde är Myanmar. Inga underarter finns listade i Catalogue of Life.